# Bjärka missionshus
Bjärka missionshus är en kyrkobyggnad i Ljungs socken, Linköpings kommun. Kyrkan tillhörde från början Svenska Missionsförbundet som uppgick i Equmeniakyrkan.

## Instrument
I kyrkan finns ett harmonium.